# Pravi se da ovo nisi vidio
Pravi se da ovo nisi vidio putopisno-avanturistički je roman hrvatskog autora Hrvoja Šalkovića. Roman je dobitnik književne nagrade V.B.Z.-Večernji list za najbolji neobjavljeni roman u 2006. godini. Dinamična radnja, suvremeni svjetonazori, oštroumne obzervacije okoline i ne monoton stil samo su neki od razloga koji roman čine i popularno-zabavnim. Iako roman nije autobiografski, mnoga iskustva iz spisateljeva života pridonijeli su vjerodostojnosti putopisnih ulomaka. Podnaslov knjige glasi Priručnik za turizam, lov u mutnom i traganje za snovima

## Struktura i stil
Roman se sastoji od 14 poglavlja podjeljenih u 3 dijela. U V.B.Z.-ovom izdanju ima 256 stranica. Knjiga je pisana u Ich-formi. Ima obilježja putopisnog romana.

## Kratak sadržaj
Domagoj Krugman, glavni lik romana, običan je taksist u Melbourneu, koji je s roditeljima emigrirao iz Jugoslavije za ranog djetinjstva. Živi monotonim životom provodeći vrijeme razvozeći poslovne i manje poslovne ljude u svom taksiju, u slobodno vrijeme gledajući brodove kako isplovljavaju iz obližnje luke. Međutim, sve se mijenja kada jednog dana upoznaje pustolova Charlieja, kojemu je glavna zanimacija ugodan provod. Charlie mu da ime Fangio te ga nenadano vodi na nezaboravno putovanje prema zapadu, bez pripreme, bez novaca i bez cilja. Tako njih dvoje krenu na dugo putovanje, napuštajući Australiju, usmjereni strogo na zapad. Iz Australije odlaze u Tajland, zatim u Tursku (usput pokupivši novog suputnika Tayfuna) odakle odlaze u Beograd te, konačno dolaze u Zagreb, Domagojev rodni grad, prepun uspomena i sjećanja. Ne zadržavajući se predugo nastavljaju na zapad u Hondi, preko Njemačke i Francuske sve do Barcelone. Ondje ih napušta Tayfun, a oni odlaze u London. Ondje se razdvajaju kako bi sakupili novac za nastavak putovanja (opet prema zapadu). Domagoj upoznaje lijepu kazališnu glumicu Lunu u koju se zaljubljuje. Žive zajedno nešto više od godinu dana, ali Luna jednog dana odlazi zbog kazališne karijere. Domagoj je znao da će jednog dana doči do toga, ali svejedno mu je to teško palo. Nedugo potom, vrača se Charlie da bi nastavili put na zapad. Put nastavljaju prema New Yorku (kao i obično, švercali su se), gdje se nakratko zadržavaju. Domagoj otkrije da je Luna dobila glavnu ulogu u kazališnom komadu Chicago, a Charlie uspijeva naći novog suputnika Freda u čijem će društvu (i Cadilacu) nastaviti putovanje prema zapadu, ovoga puta prema Los Angelesu, gdje se upoznaju s Bobom Dylanom osobno (i s njim popuše joint). Nakon toga, vračaju se na točku s koje su krenuli- Australija. I time završavaju svoje putovanje.

## Putovanje
Ono što roman čini zanimljivim, ali i napetim, jest vrlo zanimljiv, ali jeftin način putovanja. Naime, domišljatošću i glumom, uspijevaju se najveći dio puta švercati vlakovima i avionima, besplatno opijati i izlaziti iz raznoraznih nevolja. Charlie je navikao na uvijek nizak budžet, ali ga to ne sprječava da obiđe svijet. On je istovremeno i vođa njihove pustolovine, što se uvijek pokaže dobrim zbog snalažljivosti, maštovitosti ali i velikom moći uvjeravanja, što im pomaže, naročito kada način nastavka putovanja dolazi u pitanje. Veliki dio putovanja proputuju i automobilima! Gotovo u svakom mjestu na kojemu se nađu, uspijevaju sudjelovati u nečemu uzbudljivom i zanimljivom, a avanture im nikada ne manjkaju.
Jedan od razloga (osim manjka novca) za riskantna i ilegalna ali i krajnje uzbudljiva putovanja je turistička agencija koju Charlie plainira otvoriti, a koja bi se bavila putovanjima za ljude koji žele ići na neko mjesto na pustolovan, uzbudljiv način, na neodređeno vrijeme te uz minimalne troškove. 

## Vanjske poveznice
V.B.Z. Pravi se da ovo nisi vidio  Arhivirana inačica izvorne stranice od 10. veljače 2007. (Wayback Machine)

T-Portal  Arhivirana inačica izvorne stranice od 20. siječnja 2007. (Wayback Machine)

Nagrada za najbolji neobjavljeni roman